# Pterolonche albescens
Pterolonche albescens is een vlinder uit de familie Pterolonchidae. De wetenschappelijke naam is voor het eerst geldig gepubliceerd in 1847 door Zeller.
De soort komt voor in Europa.